# Lonzki-Gefängnis
Das Lonzki-Gefängnis (ukrainisch Тюрма на Лонцького Tjurma na Lonzkoho) in Lwiw war ein Gefängnis in der Westukraine und ist heute ein wichtiger Erinnerungsort für die totalitäre Vergangenheit der Ukraine.
Das Lemberger Gefängnis wurde in den Jahren 1889–1890 an der Kreuzung der ehemaligen Lonzki-Straße (polnisch Ulica Łąckiego) und der Kopernikus-Straße nach dem Entwurf des Architekten Józef Kajetan Janowski errichtet.

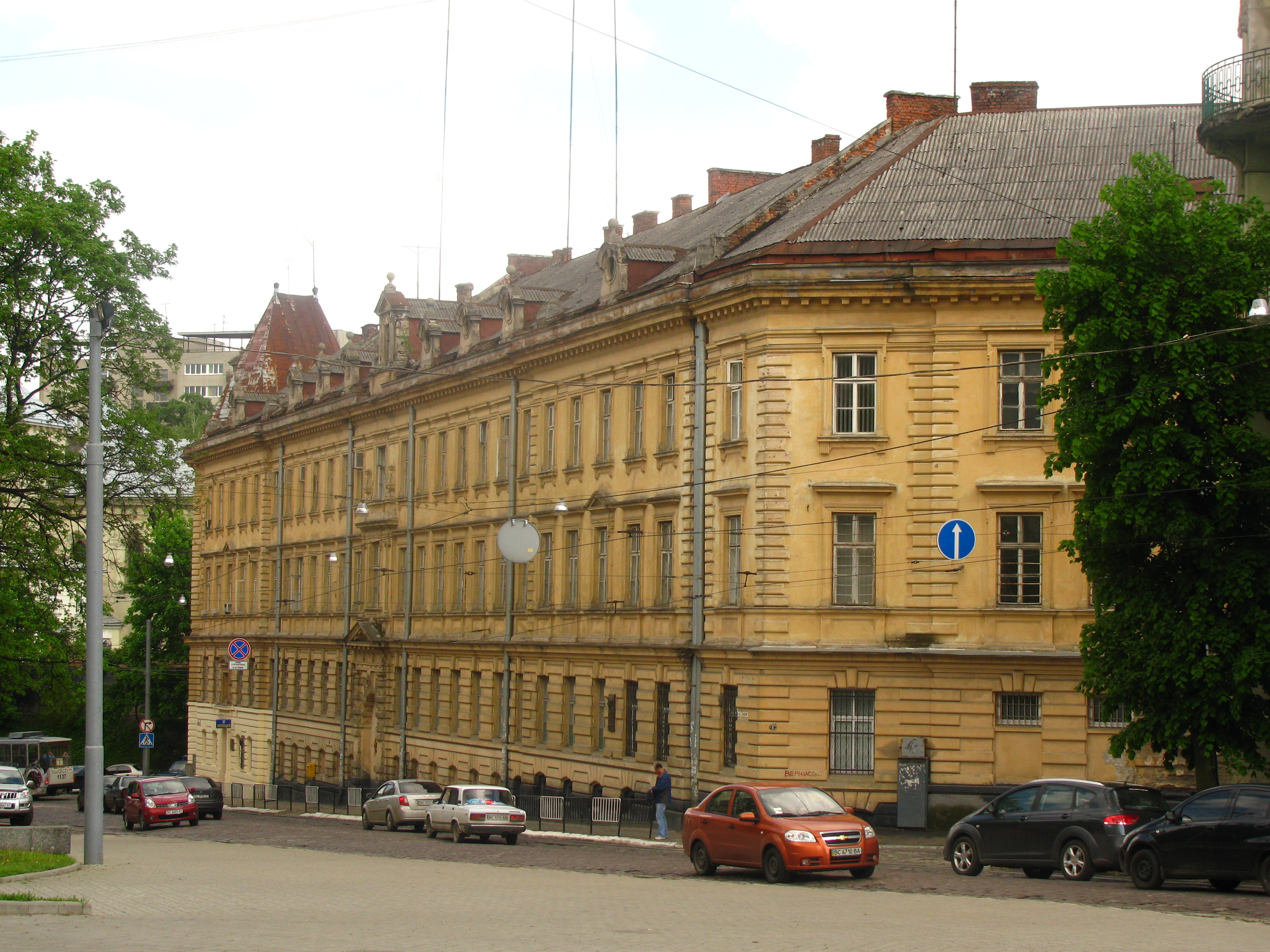
Lonzki-Gefängnis in Lwiw, 2010

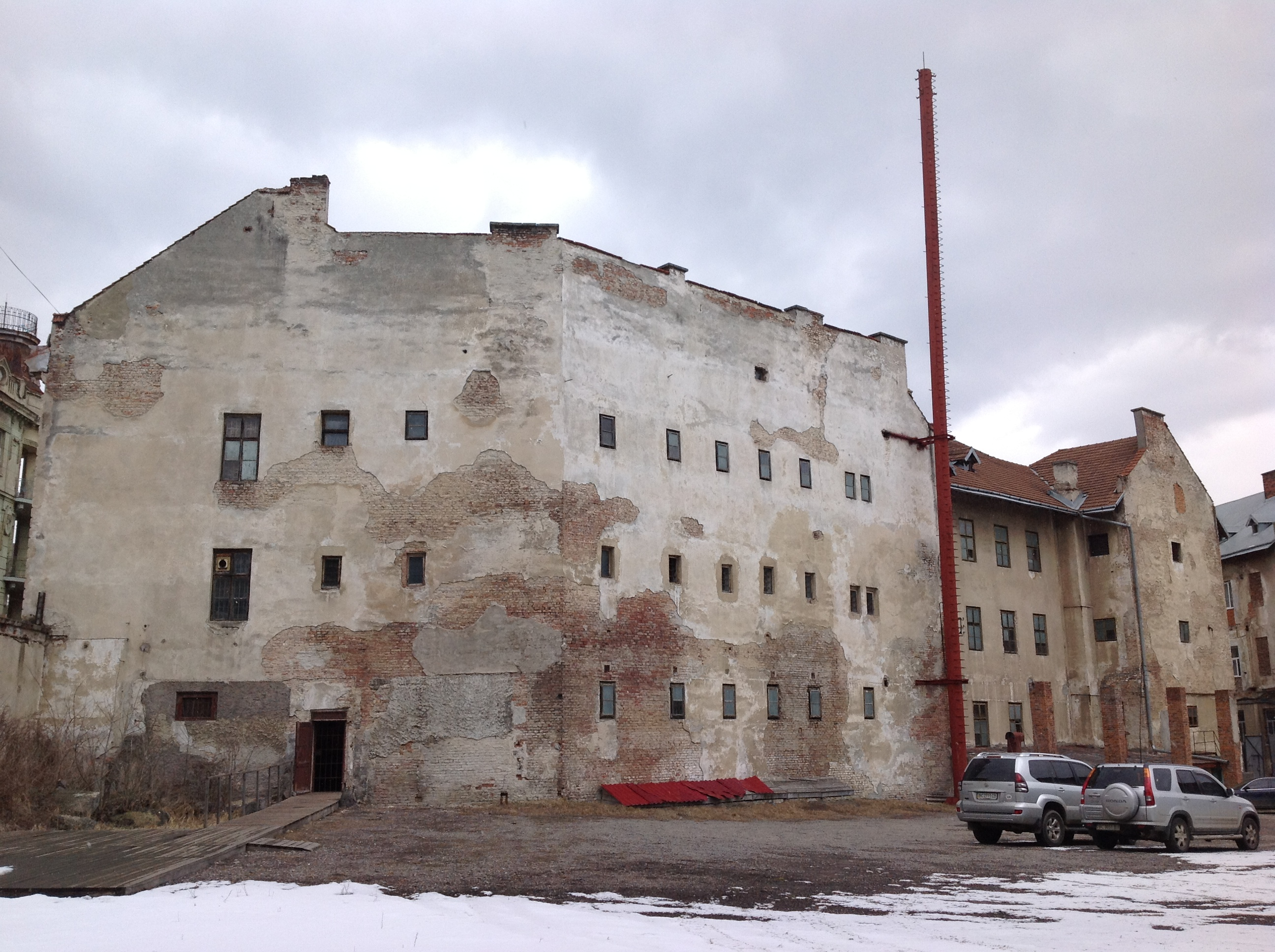
Hof des ehem. Gefängnisses

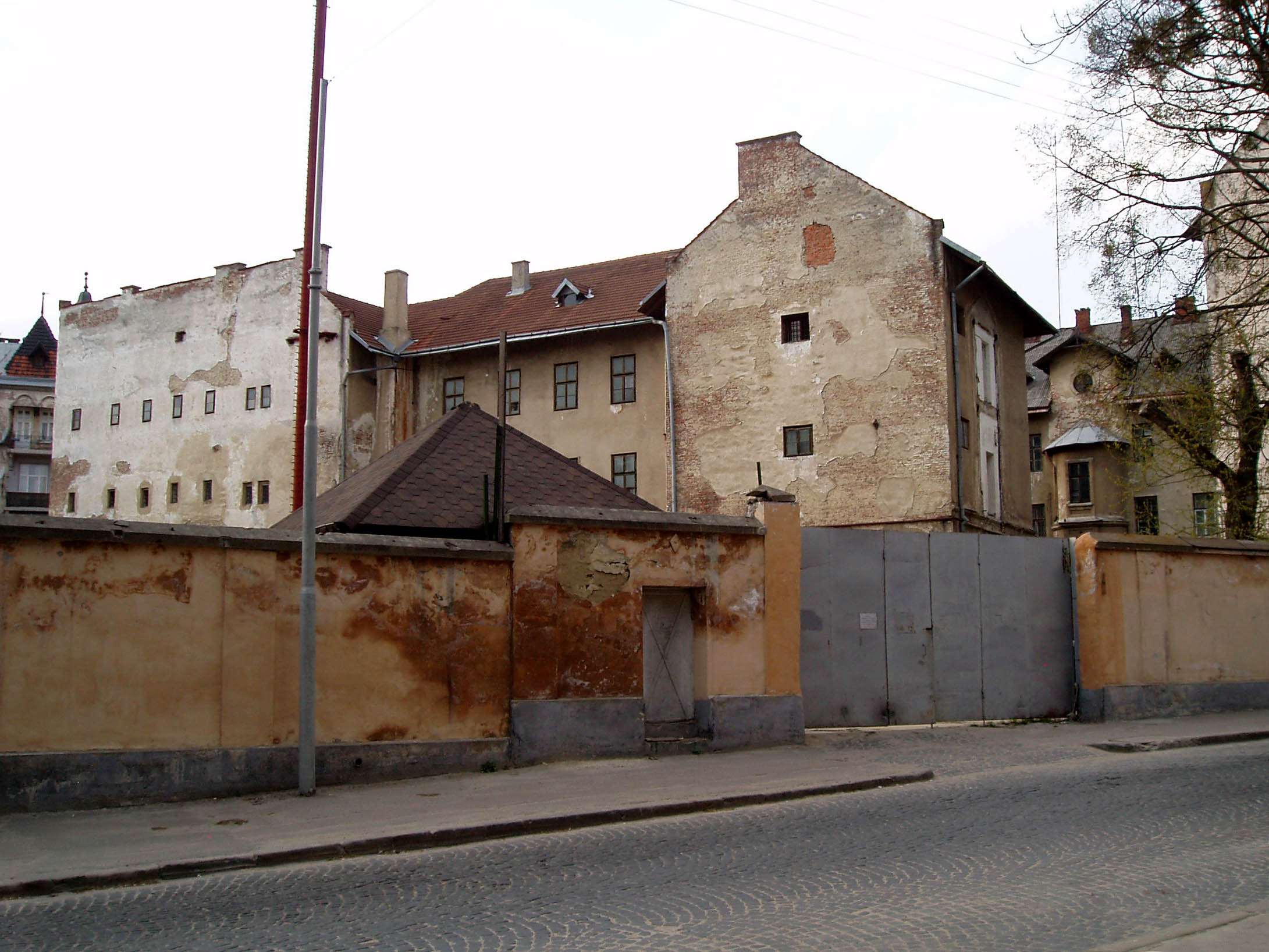
Gefängnismauer mit Tor zum Hof

## Geschichte
Der Gebäudekomplex wurde im Neorenaissancestil für das Hauptamt der österreichisch-ungarischen Gendarmerie der Stadt entworfen. Der Teil, in dem sich das Gefängnis befand, wurde in den Jahren 1918–1920 gebaut, als Lwiw Teil der Zweiten Polnischen Republik war. Seitdem wurde das Gebäude das gesamte 20. Jahrhundert hindurch als politisches Gefängnis genutzt. 
Vor dem Zweiten Weltkrieg war es die 4. Abteilung der polnischen Staatspolizei, die hier inoffiziell politische Gefangene (u. a. Mitglieder der Organisation der ukrainischen Nationalisten oder der Kommunistischen Partei der Westukraine) inhaftierte, verhörte und folterte. 
Nach dem Ausbruch des Krieges im September 1939 und dem Einmarsch der sowjetischen Armee in Galizien in Folge des Hitler-Stalin-Paktes residierte hier von 1939 bis 1941 die sowjetische politische Geheimpolizei NKWD und nutzte das Gefängnis als Untersuchungshaftanstalt. Nach jüngsten Forschungen wurden hier bis zu 400 Häftlinge zeitgleich inhaftiert. 
Als die Wehrmacht die Stadt besetzte, wurden 362 Häftlinge (so die Zahl der exhumierten Leichen) ermordet. Die Ermordung der Häftlinge in den Lwiwer Gefängnissen wurde zur Rechtfertigung der Massenmorde in Lemberg im Sommer 1941 durch Besatzer und Lemberger verwendet.
In der Zeit der deutschen Besatzung war an der Lonzki-Straße das Untersuchungsgefängnis der Gestapo sowie die Einsatzgruppen der Sicherheitsdienst des Reichsführers SS untergebracht. Der Gefängnishof wurde mit Grabplatten des alten jüdischen Friedhofs gepflastert. Im Gefängnis hielten die Deutschen einen Teil der Elite der Stadt gefangen. Viele Häftlinge wurden während der Besatzung ermordet. 
Mit dem Lemberger Aufstand der Polnischen Heimatarmee wurden die letzten Gefangen befreit. Die Rote Armee besetzte Lwiw kurz darauf. Seit 1944 wurde das Gebäude wieder vom NKWD sowie seinen Nachfolgeorganisationen MGB und KGB genutzt. Zuerst wurden hier Mitglieder der Polnischen Heimatarmee inhaftiert und verhört. 1945 war Roman Aftanazy, der die Bibliothek Ossolineum vor dem sowjetischen Zugriff rettete, hier inhaftiert. 
Auch nach dem Zerfall der Sowjetunion blieb das Gebäude in den ersten Jahren nach der Unabhängigkeit der Ukraine ein Gefängnis. Es wurde als Untersuchungsgefängnis des ukrainischen Geheimdienstes SBU genutzt. 1996 erfolgte seine endgültige Schließung.

## Museum
Vor dem Gefängnis wurde 1997 auf dem Schaschkewitsch-Platz das Denkmal der „Opfer der kommunistischen Verbrechen“ errichtet. 
Aufgrund einer Initiative, die auch vom Stadtrat und dem Regionalrat Lwiw getragen wurde, wurde am 29. Juni 2009 im vom Sicherheitsdienst der Ukraine getragenen Gebäude eine Gedenkstätte und ein Museum eingerichtet (Національний музей „Тюрма на Лонцького“). Bei der Eröffnungsfeier waren auch Kateryna Juschtschenko und der damalige Leiter des Sicherheitsdienstes der Ukraine Walentyn Nalywajtschenko anwesend. Die Ausstellung wurde finanziert u. a. durch die Stiftung Kateryna Juschtschenko. Ende 2009 unterzeichnete der Präsident der Ukraine Wiktor Juschtschenko ein Dekret, das der Gedenkstätte nationale Bedeutung verlieh.
Ab Mitte 2010 begann der SBU, Druck auf die Verwaltung des Museums auszuüben und seine Arbeit zu behindern. Im September 2010 wurden Daten des Museumsleiters Ruslan Zabilyi beschlagnahmt und Zabilyi wurde wegen Geheimnisverrat verhaftet. Über 100 Historiker solidarisierten sich mit dem Verein und der kanadische Premierminister Stephen Harper besuchte das Museum Ende Oktober 2010.
Durch ein Dekret des Ministerkabinetts der Ukraine wechselte die staatliche Verantwortung am 10. Oktober 2011 für das Museum vom Ministerium für Sicherheit zum Ministerium für Kultur. Das Verfahren gegen Ruslan Sabilyi wurde im Januar 2012 eingestellt.
Das Museum besteht aus drei Teilen. Ein Teil ist der Geschichte des Gebäudes gewidmet, ein weiterer Teil den sowjetischen Massenmorden im Juni 1941 und ein Teil der zweiten sowjetischen Periode. Als Ziel der Ausstellung nannte Ruslan Sabilyj den osteuropäischen Kontext: „Es geht darum, wie der Mensch dem System Widerstand leistet, und was das System mit dem Menschen macht.“ Das Untersuchungsgefängnis Lonzki war nicht das größte Gefängnis in Lwiw. Im Gefängnis Brygidki waren 1941 über 3.600 Häftlinge. Vor Verlassen der Stadt wurden 981 von ihnen erschossen. Hier wurden noch in den 1980er Jahren Todesurteile vollstreckt.

## Außenpolitische Kontroverse
Im November 2017 kam es zu einem diplomatischen Skandal, als der damalige polnische Außenminister Witold Waszczykowski vor der Eingangstür des Museums kehrt machte und wegfuhr. Zuvor hat er gegenüber dem Museum, am Mahnmal für Opfer der kommunistischen Verbrechen, einen Kranz hingelegt. Am Eingang des Museums fragte er den Direktor Ruslan Sabilyj, ob die Westukraine 1918 (von Polen) besetzt wurde. Sabilyj sagte: Ja, es war eine Okkupation. Daraufhin drehte sich Waszczykowski um und besuchte das Museum nicht.
Da im Museum kein eigener Bereich den Opfer des deutschen Terrors (insbesondere der Juden und des polnischen Widerstands) gewidmet ist, bleibt das Museum in der Kritik.